# 指扇領別所
指扇領別所（さしおうぎりょうべっしょ）は、埼玉県さいたま市西区の大字。郵便番号は331-0073。

## 地理
埼玉県東部、さいたま市西区北部の大宮台地上に位置する。町域の周囲を荒川や滝沼川周辺の沖積平野やそこから伸びる開析谷が取り巻いている。川越市と西区との市境付近に入会地の名残の飛び地が二ヶ所存在する。地区の南側（字滝沼）は市街化区域、それ以外は市街化調整区域であるが、指扇駅からも近く、市街化調整区域であっても農地は少なく、地区の西側では国道16号西大宮バイパス付近は低地が埋め立てられ戸建住宅が整然と並ぶ。市街化区域内には住宅地が広がるが、「指扇53号生産緑地地区」と称される生産緑地地区も存在する。

### 地価
住宅地の地価は2019年（平成31年）1月1日の公示地価によれば大字指扇領別所字滝沼304-2の地点で13万2000円/m2となっている。

## 歴史
もとは江戸期より存在した武蔵国足立郡指扇領に属する別所村であった。江戸初期に指扇村より分村された。村高は正保年間の『武蔵田園簿』では72石（田50石余、畑22石余）、『元禄郷帳』や『天保郷帳』によると79石余であった。助郷は中山道上尾宿に出役していた。化政期の戸数は16軒で、村の規模は東西2町余、南北1町半であった。荒川に下谷原入会地を領していた。また、宝来村や入間郡古谷上村（現川越市古谷上）に飛地があった。
- 1590年（天正18年）の知行は旗本三宅氏、1596年（慶長元年）より幕府領となる[7]。なお、検地は1694年（元禄7年）に、下谷原入会地の検地は1744年（延享元年）にそれぞれ実施[7]。
- 1623年（元和9年）より知行は旗本山内氏、1689年（元禄2年）より幕府領となり[7]幕末に至る。
- 1828年（文政11年）より上尾宿寄場64か村組合に所属していた[7]。
- 幕末の時点では足立郡に属し、明治初年の『旧高旧領取調帳』の記載によると、幕府領（代官・大竹左馬太郎支配所）[9]。
- 1868年（慶応4年）6月19日 - 武蔵知県事・山田政則（忍藩士）の管轄となる。
- 1869年（明治2年） 
  - 1月13日 - 武蔵知県事・宮原忠英の管轄区域に大宮県を設置、同県の管轄となる。県庁は東京府馬喰町に置かれる。
  - 9月29日 - 県庁が浦和に置かれ浦和県に改称。
- 1871年（明治4年）11月13日 - 第1次府県統合により埼玉県の管轄となる。
- 1879年（明治12年）3月17日 - 郡区町村編制法により成立した北足立郡に属す。郡役所は浦和宿に設置。それに伴い、郡内に同名の村が所在（現別所および別所町）したことから指扇領を冠称し、指扇領別所村[7]となった。
- 1889年（明治22年）4月1日 - 町村制施行に伴い、指扇村・宝来村・峰岸村・内野本郷村・西新井村・中釘村・清河寺村・高木村・指扇領辻村・指扇領別所村が合併して指扇村が成立[10]。指扇村の大字指扇領別所となる[7]。
- 1955年（昭和30年）1月1日 - 馬宮村・植水村・片柳村・春岡村・七里村とともに大宮市へ編入される[11]。大宮市の大字となる。
- 2001年（平成13年）5月1日 - 大宮市が、浦和市、与野市と合併してさいたま市となり、さいたま市の大字となる。
- 2003年（平成15年）4月1日 - さいたま市が政令指定都市に移行し、さいたま市西区の大字となる。

### 別所村に存在していた小字
- 宮脇[12]
- 滝沼

## 世帯数と人口
2017年（平成29年）9月1日現在の世帯数と人口は以下の通りである。
| 大字       | 世帯数    | 人口    |
| ---------- | --------- | ------- |
| 指扇領別所 | 1,276世帯 | 2,728人 |

## 小・中学校の学区
市立小・中学校に通う場合、学区（校区）は以下の通りとなる。
| 番地 | 小学校                 | 中学校                 |
| ---- | ---------------------- | ---------------------- |
| 全域 | さいたま市立指扇小学校 | さいたま市立指扇中学校 |

## 交通
地区内に鉄道は敷設されていない。最寄り駅は川越線指扇駅で、大字指扇領別所字滝沼304-2の地点よりおよそ400 m離れている。

### 道路
- 埼玉県道57号さいたま鴻巣線 - 旧県道井戸木中野林浦和線[4]
- 国道16号（西大宮バイパス）

### バス
地区内には路線バスが無く、さいたま市のコミュニティバスおよび乗合タクシーを運行している。以前は東武バスウエスト上尾営業所および大宮営業事務所の「指扇別所」停留所が設置されていたが、指扇駅北口の開設に伴いバス路線の経由地から外れた。
さいたま市コミュニティバス
地区内はさいたま市民医療センターから川越線指扇駅を経由して同線西大宮駅に至る「西区コミュニティバス」（西区役所線）の路線が通り、「指扇別所」停留所が設置されている。
さいたま市乗合タクシー「あじさい号」
地区内は「ライフ前」停留所が設置されている。

## 施設
- 別所自治会館
- 天台宗福正寺 - 平安期開創で寺子屋も開設されていた[7]。
- 八幡宮
- 滝沼川遊水地公園 - 一部が区域内に掛かる
- 宮脇公園
- 住友1号公園
- 住友2号公園
- 住友3号公園（一部）
- 大宮国際カントリークラブ - 飛地に所在